# Anders Christian Meidahl
Anders Christian Meidahl (født 5. november 1988) er dansk skønlitterær forfatter, læge og hjerneforsker. I 2019 og 2020 udkom hans første børnebøger, Ildens Sværd og Isens Stav, om den kræftramte dreng, Tristan, og Livets Træ. I januar 2024 debuterede han med romanen Intethvid ved forlaget Lindhardt og Ringhof .
Meidahl er PhD i hjernevidenskab fra Oxford Universitet og St. Peter's College, Oxford.